# Appuleia de auro tholosano
Apuleia de auro tholosano va ser una llei romana establerta a proposta d'Apuleu Saturní, tribú de la plebs l'any 652 de la fundació de Roma (102 aC), quan eren cònsols Gai Mari i Luci Valeri Flac.
Es referia a l'or dels temples de Tolosa, saquejats pel cònsol Quint Servili Cepió el vell, que va entrar a la ciutat més per enriquir-se que per necessitats militars. El seu exèrcit va ser destruït molt poc després i l'expressió Aurum Tolosanum habet ('tenir or tolosà') va significar el càstig diví sobre els béns obtinguts de manera sacrílega.